# 그라치아노 펠레
그라치아노 펠레(이탈리아어: Graziano Pellè, 1985년 7월 15일 ~ )는 이탈리아의 축구 선수로, 현재 이탈리아 축구 국가대표팀에서 스트라이커로 뛰고 있다.